# ルクセンブルク亡命政府

ルクセンブルク亡命政府
Lëtzebuerger Exil Regierung

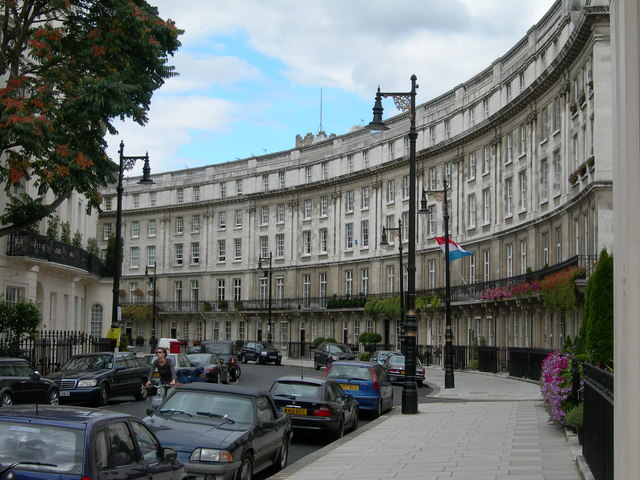
戦時中、ルクセンブルク政府が拠点としていたロンドンのウィルトン・クレセント。中央右側にルクセンブルク国旗を掲げた27番の建物が見える。

ルクセンブルク亡命政府（ルクセンブルクぼうめいせいふ、ルクセンブルク語: Lëtzebuerger Exil Regierung、英語:The Luxembourgish government in exile、フランス語: Gouvernement luxembourgeois en exil, ドイツ語: Luxemburgische Exilregierung）は、第二次世界大戦中の1940年から1944年までイギリスのロンドンに置かれていた、ルクセンブルクの亡命政府である。

## 解説
ナチス・ドイツのルクセンブルク侵攻を受けて、イギリスのロンドンへと亡命し、そこで亡命政府を樹立した。1944年6月6日に連合国はノルマンディー上陸作戦を成功させ、ナチス・ドイツの占領地を次々と解放していった。9月10日にはドイツをルクセンブルクから追放し、支配から解放された。